# Tony Evers
Anthony Steven (Tony) Evers (Plymouth, 5 november 1951) is een Amerikaanse politicus van de Democratische Partij. Sinds januari 2019 is hij de gouverneur van de Amerikaanse staat Wisconsin.

## Biografie
Evers werd geboren in Plymouth, een stadje in het oosten van Wisconsin. Na de middelbare school ging hij onderwijs studeren aan de University of Wisconsin-Madison. Daar behaalde hij respectievelijk zijn bachelor (1974), master (1978) en Doctor of Philosophy (1986). Evers was gedurende vele jaren werkzaam in het onderwijs. In de eerste helft van de jaren tachtig was hij schooldirecteur in Tomah, daarna was hij actief als superintendent van de schooldistricten Oakfield en Verona. Van 1992 tot 2001 werkte hij bij een coöperatief onderwijsbureau (CESA) in Oshkosh.
In 1993 en 2001 stelde Evers zich tevergeefs kandidaat voor de post van superintendent voor openbaar onderwijs in Wisconsin. Hij verloor beide verkiezingen. Na zijn verlies in 2001 werd hij echter wel aangesteld als vice-superintendent, een functie die hij behield tot 2009. In dat jaar werd hij alsnog tot superintendent verkozen. In 2013 en 2017 werd hij herkozen.
Evers werd in 2008 behandeld tegen slokdarmkanker.

### Gouverneur
In 2017 stelde Evers zich verkiesbaar voor de gouverneursverkiezingen van 2018 in Wisconsin. Hij wist de voorverkiezing van de Democratische Partij gemakkelijk te winnen, waarna hij het bij de algemene verkiezingen moest opnemen tegen de zittende Republikeinse gouverneur Scott Walker. Met een nipte voorsprong van 1,09% werd Evers verkozen tot gouverneur van Wisconsin. Walker overwoog hierop een hertelling aan te vragen, maar volgens een door hemzelf getekende wet was dit slechts toegestaan bij een verschil van minder dan 1%.
Op 7 januari 2019 werd Evers ingezworen in het Wisconsin State Capitol in de hoofdstad Madison. Hij verklaarde zich als gouverneur onder meer te willen concentreren op het verbeteren van het schoolsysteem en het goedkoper maken van de gezondheidszorg. Een andere prioriteit is het herstellen van de verkeersinfrastructuur. Volgens onderzoeken beschikt Wisconsin over enkele van de slechtste wegen en bruggen in de Verenigde Staten. Evers wil dit project financieren door het opleggen van een brandstofaccijns.